# The Walking Dead: Daryl Dixon
The Walking Dead: Daryl Dixon (též zkráceně Daryl Dixon) je americký postapokalyptický hororový televizní seriál vytvořený Davidem Zabelem pro AMC, založený na stejnojmenné postavě ze seriálu Živí mrtví. Jedná se o pátý spin-offový a celkově šestý televizní seriál franšízy Živí mrtví. Daryl Dixon sdílí kontinuitu s ostatními seriály a odehrává se po ukončení původního seriálu Živí mrtví.
Norman Reedus se vrátil ve své roli Daryla Dixona z původního seriálu Živí mrtví. Reedus hraje po boku Clémence Poésy, Louise Puecha Scigliuzziho, Laïky Blanc-Francard, Anne Charrier, Romaina Leviho, Adama Nagaitise a Joela de la Fuente, z nichž všichni ztvárnili nové postavy. Tvorba seriálu začala v září 2020 a jeho název byl oznámen v říjnu 2022. Natáčení začalo v Paříži a další casting se konal v listopadu toho roku. Pro první řadu bylo plánováno uvedené postavy Carol Peletier, takže seriál měl nést název The Walking Dead: Daryl & Carol, ale Carol byla z názvu seriálu odstraněna kvůli logistickým problémům s herečkou Melissou McBride.
První řada obsahuje šest dílů, první z nich měl premiéru 10. září 2023. V červenci 2023 byl seriál obohacen o druhou sezónu. Druhá sezóna s názvem The Walking Dead: Daryl Dixon – The Book of Carol, vysílaná na podzim 2024, představuje návrat k původnímu konceptu show s postavou Carol. V červenci 2024 oznámena chystaná třetí sezóna.

## Děj
Daryla Dixona vyplaví moře na břeh ve Francii (původ zombie viru). Snaží se zorientovat a přemýšlí, jak se tam dostal a proč. Seriál sleduje jeho cestu přes postapokalyptickou, ale odolávající Francii. Doufá, že najde cestu zpět domů do Ameriky. Jak putuje Francií, tak si vytváří přátelství a pouta, která komplikují jeho návrat do USA.

## Obsazení

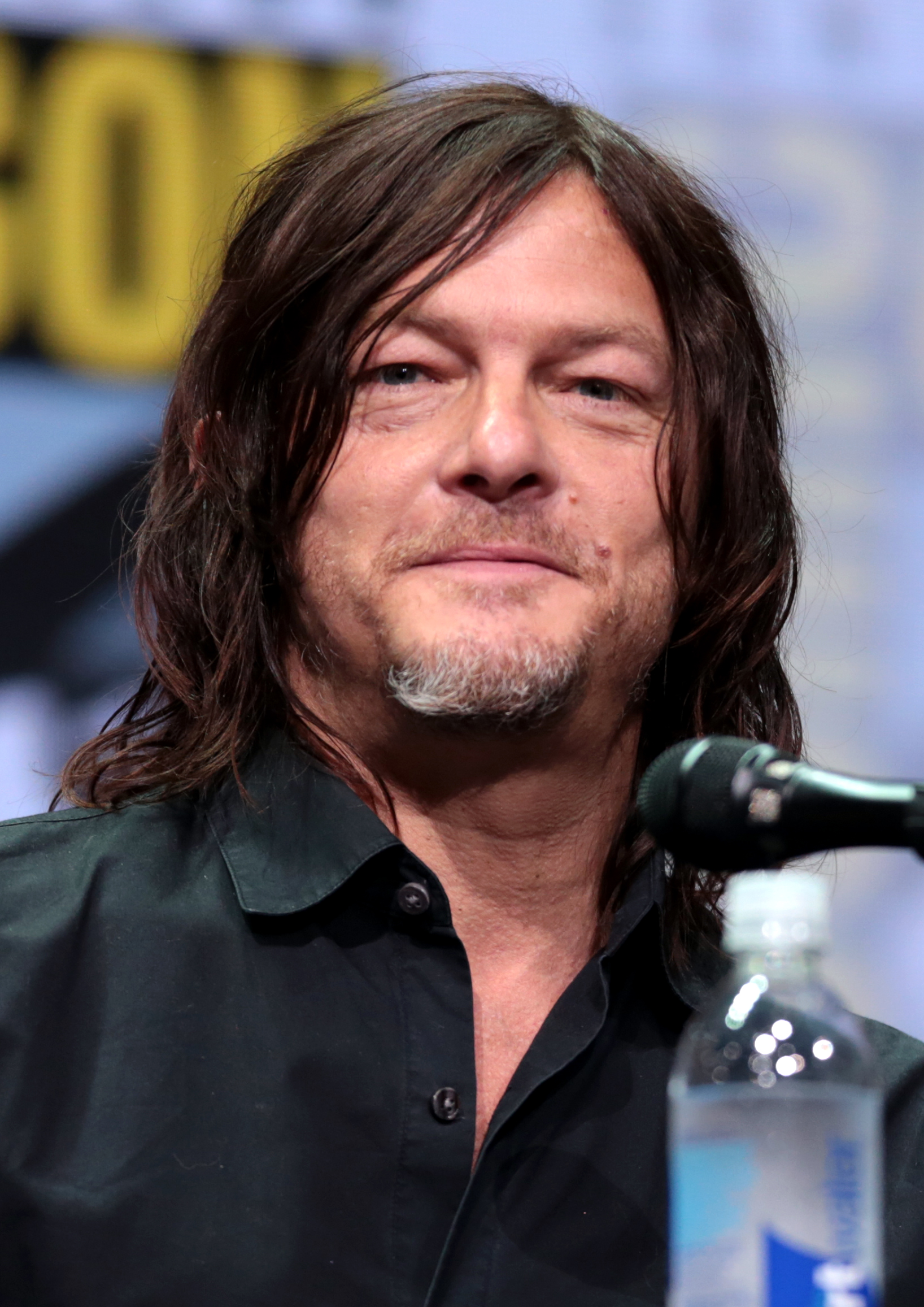
Norman Reedus ztvárnil Daryla Dixona

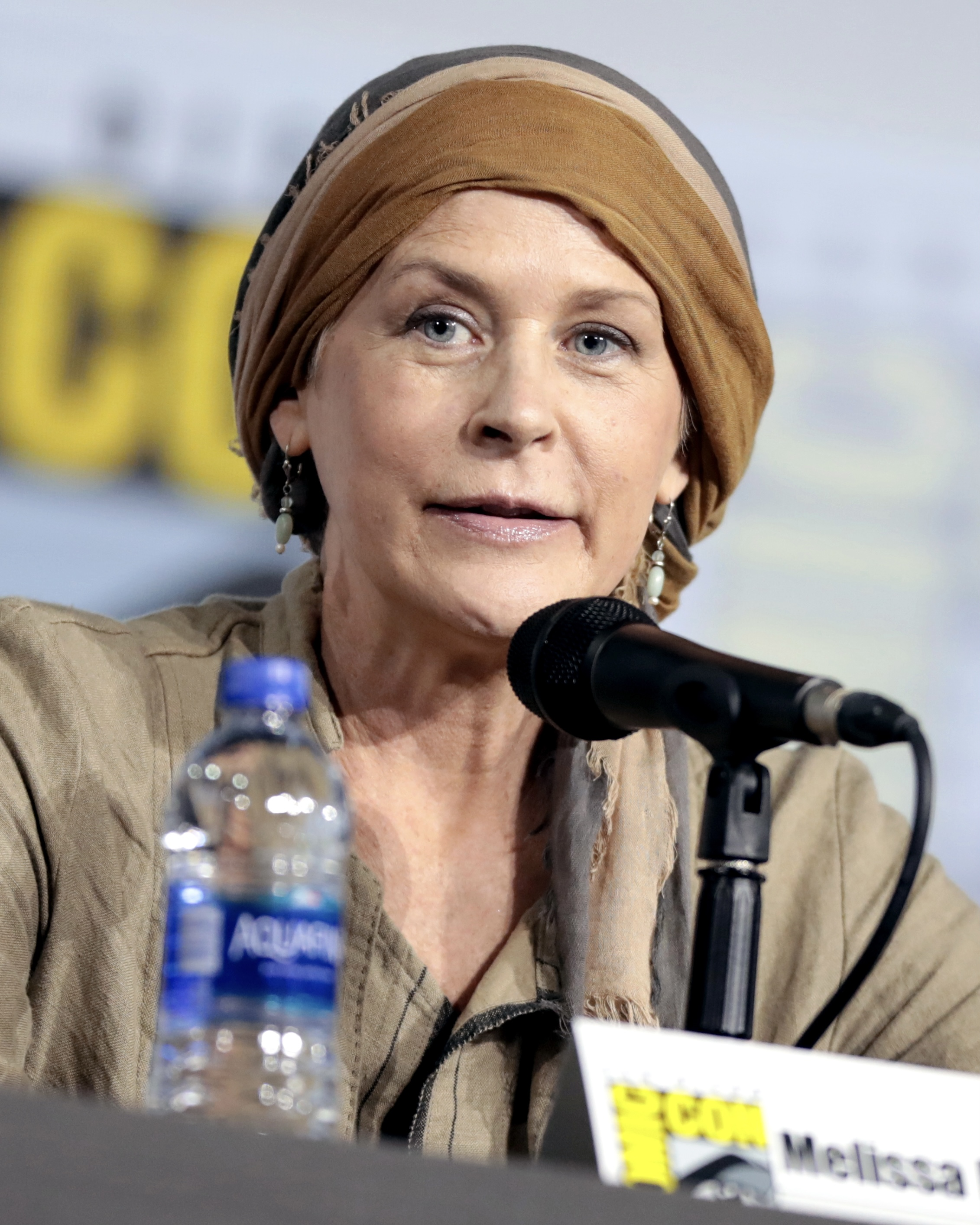
Melissa McBrideová hrála Carol Peletier

- Norman Reedus jako Daryl Dixon, zkušený lovec a hledač nových lidí pro komunitu Alexandria, který byl kdysi součástí komunity Ricka Grimese ze seriálu Živí mrtví. Poté, co opustil Commonwealth, je zajat a převezen přes Atlantský oceán, než dorazí na pobřeží Francie.
- Clémence Poésy jako Isabelle Carriere (1.–2. řada), svéhlavá jeptiška a členka progresivní náboženské skupiny, která narazí na Daryla.
- Louis Puech Scigliuzzi jako Laurent, vysoce inteligentní mladý chlapec, který je náboženskou skupinou považován za budoucího Mesiáše, který má vést lidstvo k obnově. Později se ukázalo, že je synem Lily a Quinna a také synovcem Isabelle.
- Laïka Blanc-Francard jako Sylvie (1.–2. řada), jeptiška a přítelkyně Isabelle. Flashbacky odhalují, že Sylvie byla studentkou opatství, když apokalypsa začala, a byla vychována jeptiškami poté, co její rodiče zemřeli při počátečním vypuknutí apokalypsy.
- Anne Charrier jako Marion Genet (1.–2. řada), vůdkyně Pouvoir des Vivants (Síla živých), polovojenské skupiny přeživších ve Francii.
- Romain Levi jako Stéphane Codron, vysoce postavený guerrier (bojovník) pro Pouvoir, který si vypěstuje osobní zášť vůči Darylovi.
- Adam Nagaitis jako Quinn (1. řada), britský majitel podzemního nočního klubu v Paříži zvaného Demimonde, který se během apokalypsy stal mocnou postavou. Je také Laurentovým biologickým otcem.
- Melissa McBride jako Carol Peletier (2. řada, jako host v 1. řadě), odolná přeživší a bývalá členka skupiny Ricka Grimese v seriálu Živé mrtví, která začne hledat Daryla v Americe poté, co s ním ztratila kontakt.
- Joel de la Fuente jako Losang, americký vůdce Union de L'Espoir (Unie naděje), odbojové sítě pracující proti Pouvoir z jejich hlavní osady v Mont-Saint-Michel.